# فوت غار
فوت غار أو القبضة البوذية (بالإنجليزية: Fut Gar Kuen)‏ هو أسلوب شاولين جنوبي تم تصميمه بشكل أساسي من مزيج من أسلوب قبضة عائلة هونغ وأسلوب تشوي كوين. يستخدم الأسلوب في الغالب اللكمات وضربات والركلات المنخفضة، تتميز أيضًا بالقدمين والمراوغة والكتل الدائرية واستخدام قوة الخصم ضده.

## معنى الأسم
يترجم معنى Fut Gar Kuen إلى «القبضة البوذية». كلمة "Gar" في الكانتونية تعني الأسرة. هذا الاسم مرادف لفنون الدفاع عن النفس التي تمارس في دير شاولين الجنوبي في فوجيان، ويستخدم كمصطلح غامض لمهاراتهم[بحاجة لمصدر]

## تأسيسه
أدرك راهب يدعى ليونغ تين جيو قيمة دمج المدارس أو الأساليب المختلفة معًا ولم يتخذ سوى أفضل التقنيات لكل أسلوب وتجاهل ما كان يعتقد أنه عديم الجدوى أو غير فعال.هذا الأسلوب مزيج من الغالب من أسلوب تشوي غار من ليونغ سيو جونغ وهونغ جار من ياو لون كوونج، أصبح فوت جار أحد أساليب شاولين وعند دمجها سميت بـ بوذا أو "عائلة شاولين البوذية.

## أصوله
أسلوب واحد تم تأسيسه رسمياً باستخدام أسم Fut Gar له أصوله في معبد تشينغيون بالقرب من جبل دينجو  في مقاطعة قوانغدونغ.  في وقت مبكر من تاريخه، كان الرهبان في هذا المعبد محظوظين بما يكفي لتعلم فنون الدفاع عن النفس من المقاتلين الذين أتقنوا الأساليب الخمسة الأكثر شعبية في جنوب الصين.  كانت هذه الأساليب لاو غار ولي غار وموك غار وتشوي غار وهونغ غار.  تعكس أسماء الأساليب لقب مؤسس الأسلوب

## جمعية دراجون كونغ فو
أفتتح المعلم وونغ تينغ فونغ جمعية دراجون كونغ فو سوساي في بوفالو، نيويورك منذ أكثر من 50 عامًا، كان طالبًا عند ليونج تين تشيو، وطلب من المعلم نورمان ماندارينو فتح مدرسة بأسمه عندما توقف عن التدريس في عام 1974. وافتتح جمعية التنين الذهبي للكونغ فو تحت قيادة ماستر وونغ، غير المعلم ماندارينو الأسم إلى ماندرين كونغ فو بعد وفاة المعلم وونغ. وهو يواصل تعليم وممارسة مزيج من هونغ جا وتشوي جار وفوت جار كما كان يعلم المعلم وونغ.